# ملوك تونس الأمازيغ في العهد الروماني
حكم الملوك الأمازيغ من «سلالة ماسينيسا» نوميديا لما يقارب 250 عامًا، وشملت نوميديا جزءًا كبيرًا من تونس، وسادوا لاحقًا في المناطق المجاورة، بصفتهم ملوك متحالفين مع روما ثم عملاء تابعين للرومان. بدأت هذه الفترة بهزيمة قرطاج على يد الجيش الروماني، بمساعدة سلاح الفرسان الأمازيغي تحت قيادة ماسينيسا في معركة زاما عام 202 قبل الميلاد، واستمرت حتى عام 40 ميلادي، طيلة عهد الإمبراطور الروماني غايوس، المعروف أيضًا باسم كاليغولا (37 - 41 ميلادي).
دخلت روما خلال الحرب البونيقية الثانية (218 - 201 قبل الميلاد) في تحالف مع ماسينيسا، نجل زعيم قبيلة أمازيغية. كان ماسينيسا قد أُبعد عن ممالك أسلافه من قِبل منافس أمازيغي مدعوم من قرطاج. احتُفي بماسينيسا (حكم من 202 إلى 148 قبل الميلاد) «كصديق للشعب الروماني» بعد انتصار الرومان في زاما. أصبح ملكًا على نوميديا وحكم لأكثر من خمسين عامًا. على مدار سبعة أجيال، واصل ملوك سلالته العلاقة التي شكلها مع الدولة الرومانية ذات القوة المتنامية.
حكم الأمازيغ خلال هذه الحقبة مساحات شاسعة من الأراضي والعديد من المدن، وازدهرت الشعوب التي كانت تحت حكمهم. نُظمت الشؤون البلدية والمدنية باستخدام مزيج من التقاليد السياسية البونيقية والأمازيغية. نجح يوغرطة (حكم من 118 إلى 105 قبل الميلاد)، أحد ملوك السلالة وحفيد ماسينيسا، في مهاجمة أقرباءه الملوك الذين كانوا أيضًا حلفاء لروما، وخلال صراع طويل أصبح عدوًا لها. في الحروب الأهلية الرومانية عقب سقوط الجمهورية الرومانية (44 قبل الميلاد)، تقربت الفصائل السياسية المتنافسة من الملوك الأمازيغ بهدف الحصول على دعمهم العسكري. استمر الملوك الأمازيغ في الحكم، لكنهم أصبحوا مجرد عملاء للإمبراطورية الرومانية.
تزوج أحد هؤلاء الملوك الأمازيغ من ابنة كليوباترا المصرية. رفضه العديد من الرعايا الأمازيغ كما نجله، آخر الملوك الأمازيغ (فترة حكمهما: 25 قبل الميلاد - 40 بعد الميلاد). استمر المستوطنون الرومان خلال هذه الفترة بالاستيلاء على أراضي المراعي التقليدية بهدف استخدامها كمزارع خاصة بهم، وكانت القبائل الأمازيغية تستفيد من هذه الأراضي في ترحالها الرعوي. نظم تاكفاريناس، رجلٌ من عامة الشعب، تمردًا من أجل الدفاع عن حقوق الأمازيغ في الأراضي وأصبح زعيمًا قبليًا عظيمًا نتيجة تمرده (17 - 24 ميلادي) ضد روما.

## روما والملوك الأمازيغ
في الحرب البونيقية الثالثة والأخيرة (149 - 146 قبل الميلاد)، فرضت القوات الرومانية حصارًا على مدينة قرطاج العظيمة. عندما سقطت المدينة العظيمة في أيدي الرومان، أصبحت أنقاضًا مشتعلة بمعظمها، وانتهى التنافس الطويل بين القوتين الرئيسيتين في غرب البحر الأبيض المتوسط. ضمت روما قرطاج وجوارها المباشر، لكن المناطق المحيطة بها بقيت في أيدي الأمازيغ، وتحديدًا تحت حكم الملك ماسينيسا، حليف روما. تقربت روما من ملوك أمازيغ مستقلين جاؤوا بعده.
تمتعت قرطاج في السابق بثروة هائلة بفضل التجارة. وبناءً عليه، كان لدولة المدينة البونيقية في السابق تأثير اقتصادي كبير على الأنظمة السياسية والشعوب الأمازيغية المجاورة. ومع ذلك، لم تحكم قرطاج بشكل مباشر سوى مساحة واسعة متاخمة للمدينة وشبكتها المتطورة من المراكز التجارية. كانت هذه الأراضي الحبيسة البونيقية تقع على مسافات متقاربة على طول ساحل البحر الأبيض المتوسط لأفريقيا من طرابلس غربًا. استقر معظم الأمازيغ في مناطق تقع خارج سيطرة قرطاج السياسية المباشرة، لكنهم كانوا داخل المجال التجاري الذي تهيمن عليه.
لا يُعرف سوى القليل نسبيًا عن الشعوب الأمازيغية القديمة إذ تلقي الكتابات التي صمدت عبر التاريخ عن قرطاج بعض الضوء على هذا الشعب، لكن النقوش والتحف الباقية تقدم بعض الأدلة واللمحات. فمنذ الحروب البونيقية، ذُكر الأمازيغ في الأعمال الباقية للمؤلفين اليونانيين والرومانيين الكلاسيكيين، وتوفر هذه المصادر بعض التفاصيل في توصيف الأحداث الأمازيغية.
خلال الحروب البونيقية الثلاثة، دخلت روما مباشرة في علاقات دائمة مع الشعب الأمازيغي. لكن في أعقاب الحرب الثالثة، حولت روما انتباهها إلى شرق البحر الأبيض المتوسط. أدى سقوط الجمهورية الرومانية إلى الحروب الأهلية الرومانية، التي نتج عن أعمالها العسكرية المتقطعة وصراعاتها السياسية تضخيم أهمية الملوك الأمازيغ بشكل غير مباشر. وسط المطالب المتأرجحة والحظوظ المتغيرة، سعت الفصائل الرومانية المتنافسة إلى تحالفات أمازيغية. أصبحت العلاقات الأمازيغية مع روما انسيابية ومتكافئة من عدة جوانب، ويمكن توصيفها بشكل متباين على أنها تحالف عمل، وازدواجية فعالة، وضغينة متعصبة، وتلاعب مبطن، وعلاقة مثمرة. ومع ذلك، خلال هذه السنوات من الصراع الأهلي الروماني استمر الوضع السياسي للملوك الأمازيغ في التدهور. أصبح الملوك حلفاء على المدى الطويل، بعدما كانوا مستقلين ذوي سيادة (ماسينيسا)؛ كان تحالفهم السياسي فيما بعد لزامًا، وتضاءلت مكانتهم في النهاية إلى عملاء للرومان.
عندما انتهت آخر هذه الحروب الأهلية وبدأ عهد أغسطس الطويل (31 قبل الميلاد إلى 14 بعد الميلاد)، أُعيد تعريف العلاقات بين الرومان والأمازيغ. حكم الملوك الأمازيغ إلى جانب السيادة الرومانية المنتصرة التي امتدت على البحر الأبيض المتوسط بأكمله، وفي وقت لاحق عام 40 بعد الميلاد، احتوت الإمبراطورية آخر مملكة أمازيغية متحالفة. استقرت على الأرجح بعد ذلك معظم الشعوب الأمازيغية ضمن الحدود السياسية للمملكة الرومانية.

## طبيعة الأنظمة الأمازيغية
نشأت ثلاث ممالك أمازيغية كبيرة في نحو عام 220 قبل الميلاد. كان تأثرها واضحًا بالحضارة البونيقية، ومع ذلك فقد صمدت ككيانات أمازيغية منفصلة، وبقيت ثقافتها حاضرة طوال فترة حكم قرطاج الطويلة. كانت هذه الممالك من الغرب إلى الشرق: (1) الموري (في المغرب الحديث) تحت حكم الملك باغا؛ و(2) الماسايسيلي (في شمال الجزائر) تحت سلطة صيفاقس، الذي كان يسيطر حينها على عاصمتين: سيغا إلى الغرب (بالقرب من وهران الحديثة) وسيرتا (قسنطينة الحديثة) إلى الشرق؛ و(3) الماسيلي (جنوب سيرتا، غرب وجنوب قرطاج المجاورة)، حكمها غالا [غايا] (والد ماسينيسا). بعد الحرب البونيقية الثانية، دُمجت ماسيلي وماسايسيلي ليصبحا نوميديا، الواقعة في تونس القديمة. فحكم ماسينيسا هناك وساد. منحت كل من روما والولايات الهيلينية ماسينيسا التكريمات التي تليق بملك محترم.
حتى اليوم، كانت الممالك الإفريقية تحالفات قبلية مؤقتة. لم يرغب ماسينيسا في أن يكون زعيمًا قبليًا، بل كان ملكًا حقيقيًا، مع رعايا مستقرين وجيش لائق وأسطول ممول من الضرائب وليس من المساهمات القبلية العشوائية وغير المنتظمة.
حكم الأمازيغ العديد من المدن المزدهرة. عُثر على نقش حضري ثنائي اللغة (البونيقية والأمازيغية) يتعلق بنوميديا الكائنة في القرن الثاني قبل الميلاد. اكتُشف أثناء عمليات التنقيب في مدينة توغا القديمة (مدينة دقة الحديثة في تونس)، الواقعة على بعد نحو 100 كيلومتر من قرطاج. يشير النقش إلى إدارة معقدة للمدينة، إذ يشير اللقب الأمازيغي جي إل دي (ذي صلة بكلمة أغيليد الأمازيغية أو ملك أو زعيم القبيلة الأعلى) إلى المسؤول البلدي الحاكم. ولربما تنقل هذا المنصب الأعلى بين أعضاء مختارين من العائلات الأمازيغية القيادية. بما أن الألقاب النوميدية للمناصب المذكورة (جي إل دي، إم إس إس كيه دبليو آي، جي زد بي آي، جي إل دي جي آي إم إل) تُركت بلغة أمازيغية ولم تترجم إلى اللغة البونيقية، فهذا يشير إلى تطور محلي. كُتبت هذه الألقاب المحلية باستخدام الأحرف التي تمثل الأصوات الساكنة فقط، أي بدون الإشارة إلى أصوات الحروف المتحركة، وهي سمة من سمات الأبجدية الفينيقية القديمة والنصوص السامية الأخرى، مثل الآرامية.